# 自由三年

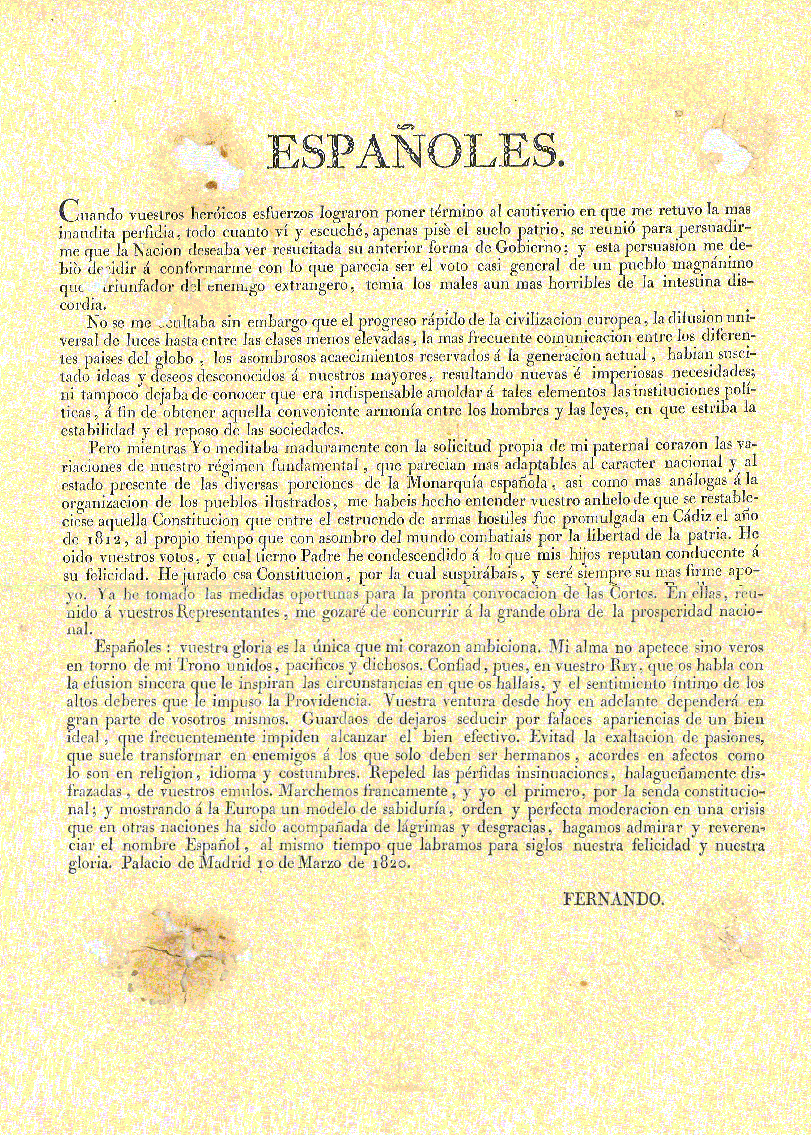
斐迪南七世宣布承認《1812年憲法》

自由三年（拉丁語：Trienio Liberal），又称西班牙立憲革命，是1820年在西班牙發生的革命運動，是反對西班牙波旁王朝絕對君主制的自由主義運動，其建立的自由主义體制在1823年被保王派推翻。

## 經過
拿破崙戰爭時，約瑟夫·波拿巴即位為約瑟夫一世，採取近代化政策。1812年，加的斯的議會制定《1812年憲法》。1814年，拿破崙失敗後，約瑟夫一世退位。斐迪南七世即位，廢除憲法、恢復絕對君主制。引發自由主義者的反抗，1820年1月1日，里耶哥發動軍事政變，要求恢復《1812年憲法》。
里耶哥的軍隊前往首都馬德里，斐迪南七世為收拾事態，宣布承認《1812年憲法》。但是，斐迪南七世一方面請求神聖同盟援助。
結果，神聖同盟認為維也納体系受到動搖，派兵干預。1823年，有「聖路易之子」之稱的波旁法軍打倒西班牙革命軍，革命政府倒台，革命終結。

## 政府组成
1820年3月9日，以弗朗西斯科·巴列斯特罗斯将军为首的自由主义革命派组成了临时政府委员会（西班牙語：Junta Provisional Gubernativa），以托萊多大主教路易斯·马里亚·德·波旁-巴利亚夫里加为委员会主席，巴列斯特罗斯任副主席。委员会成员有原米却肯主教曼努埃尔·阿瓦德-凯波、新西班牙法学家曼努埃尔·德·拉迪萨瓦尔-乌里韦、马特奥·巴尔德莫罗斯、比森特·桑乔、安东尼奥·格雷戈里奥·希尔·德塔沃阿达、弗朗西斯科·克雷斯波·德特哈达、贝尔纳多·德博尔哈·塔里乌斯、伊格纳西奥·佩苏埃拉-德埃拉斯。第一届自由派内阁成立于1820年3月18日，临时委员会则于1820年7月9日解散。
| 职位           | 任职者                                             | 派别   | 就任日期      | 离任日期      | 任期时长   | 政府届次                                       | 备注                           |
| -------------- | -------------------------------------------------- | ------ | ------------- | ------------- | ---------- | ---------------------------------------------- | ------------------------------ |
| 国务大臣       | 胡安·哈瓦特·阿斯塔尔                               | 不详   | 1820年3月18日 | 1820年3月18日 | 0天        | 第一届佩雷斯·德卡斯特罗内阁                    | 正任部长就任前代理             |
| 国务大臣       | 埃瓦里斯托·佩雷斯·德卡斯特罗                       | 温和派 | 1820年3月18日 | 1821年3月2日  | 11个月12天 | 第一届佩雷斯·德卡斯特罗内阁                    | 正任                           |
| 国务大臣       | 华金·安杜阿加·昆卡                                 | 不详   | 1821年3月2日  | 1821年4月23日 | 1个月21天  | 第一届佩雷斯·德卡斯特罗内阁                    | 代理                           |
| 国务大臣       | 华金·安杜阿加·昆卡                                 | 不详   | 1821年3月2日  | 1821年4月23日 | 1个月21天  | 第一届巴尔达希内阁                             | 正任部长就任前代理             |
| 国务大臣       | 弗朗西斯科·德保拉·埃斯库德罗-拉米雷斯·德阿雷利亚诺 | 不详   | 1821年4月23日 | 1821年4月23日 | 0天        | 第一届巴尔达希内阁                             | 正任部长就任前代理             |
| 国务大臣       | 欧塞维奥·巴尔达希·阿萨拉                           | 温和派 | 1821年4月23日 | 1822年1月8日  | 8个月16天  | 第一届巴尔达希内阁                             | 正任                           |
| 国务大臣       | 拉蒙·洛佩斯-佩莱格林                               | 温和派 | 1822年1月8日  | 1822年1月24日 | 16天       | 第一届巴尔达希内阁                             | 代理                           |
| 国务大臣       | 圣克鲁斯侯爵                                       | 温和派 | 1822年1月24日 | 1822年1月30日 | 6天        | 圣克鲁斯侯爵内阁                               | 正任                           |
| 国务大臣       | 拉蒙·洛佩斯-佩莱格林                               | 温和派 | 1822年1月30日 | 1822年2月28日 | 29天       | 圣克鲁斯侯爵内阁                               | 代理                           |
| 国务大臣       | 弗朗西斯科·马丁内斯·德拉罗萨                       | 温和派 | 1822年2月28日 | 1822年7月10日 | 4个月12天  | 第一届马丁内斯·德拉罗萨内阁                    | 正任，因病离任                 |
| 国务大臣       | 圣地亚哥·乌索斯-莫西                               | 不详   | 1822年7月10日 | 1822年7月11日 | 1天        | 第一届马丁内斯·德拉罗萨内阁                    | 代理                           |
| 国务大臣       | 尼古拉斯·马里亚·加雷利                             | 温和派 | 1822年7月11日 | 1822年7月23日 | 12天       | 第一届马丁内斯·德拉罗萨内阁                    | 代理                           |
| 国务大臣       | 圣地亚哥·乌索斯-莫西                               | 不详   | 1822年7月23日 | 1822年8月5日  | 13天       | 第一届马丁内斯·德拉罗萨内阁                    | 代理                           |
| 国务大臣       | 埃瓦里斯托·费尔南德斯·德圣米格尔                   | 激进派 | 1822年8月5日  | 1823年4月25日 | 8个月20天  | 第一届圣米格尔内阁 自1823年2月28日起为代理内阁 | 正任                           |
| 国务大臣       | 何塞·曼努埃尔·德·巴迪略                            | 不详   | 1823年4月25日 | 1823年5月7日  | 12天       | 第一届圣米格尔内阁 自1823年2月28日起为代理内阁 | 代理                           |
| 国务大臣       | 圣地亚哥·乌索斯-莫西                               | 不详   | 1823年5月7日  | 1823年5月13日 | 6天        | 第一届圣米格尔内阁 自1823年2月28日起为代理内阁 | 官员负责部长职位               |
| 国务大臣       | 阿尔瓦罗·弗洛雷斯·埃斯特拉达                       | 激进派 | 1823年2月28日 | 1823年4月20日 | 1个月23天  | 弗洛雷斯·埃斯特拉达内阁 因政治危机未能就任     | 正任                           |
| 国务大臣       | 若泽·马里亚·潘多                                   | 温和派 | 1823年5月13日 | 1823年8月29日 | 3个月16天  | 潘多内阁                                       | 正任                           |
| 国务大臣       | 胡安·安东尼奥·扬迪奥拉·加拉伊                      | 温和派 | 1823年8月29日 | 1823年9月4日  | 6天        | 潘多内阁                                       | 代理                           |
| 国务大臣       | 何塞·卢扬多                                        | 温和派 | 1823年9月4日  | 1823年9月30日 | 26天       | 卢扬多内阁                                     | 正任                           |
| 恩典与司法大臣 | 何塞·加西亚·德拉托雷                               | 不详   | 1820年3月9日  | 1820年4月8日  | 30天       | 第一届佩雷斯·德卡斯特罗内阁                    | 代理，自圣费尔南多公爵内阁蝉联 |
| 恩典与司法大臣 | 曼努埃尔·加西亚·埃雷罗斯                           | 温和派 | 1820年4月8日  | 1821年3月2日  | 10个月22天 | 第一届佩雷斯·德卡斯特罗内阁                    | 正任                           |
| 恩典与司法大臣 | 曼努埃尔·恩西马                                    | 不详   | 1821年3月2日  | 1821年3月18日 | 16天       | 第一届佩雷斯·德卡斯特罗内阁                    | 代理                           |
| 恩典与司法大臣 | 曼努埃尔·恩西马                                    | 不详   | 1821年3月2日  | 1821年3月18日 | 16天       | 第一届巴尔达希内阁                             | 正任部长就任前代理             |
| 恩典与司法大臣 | 比森特·卡诺·曼努埃尔·拉米雷斯·德阿雷利亚诺         | 温和派 | 1821年3月18日 | 1822年2月28日 | 11个月10天 | 第一届巴尔达希内阁                             | 正任                           |
| 恩典与司法大臣 | 比森特·卡诺·曼努埃尔·拉米雷斯·德阿雷利亚诺         | 温和派 | 1821年3月18日 | 1822年2月28日 | 11个月10天 | 圣克鲁斯侯爵内阁                               | 正任                           |
| 恩典与司法大臣 | 尼古拉斯·马里亚·加雷利                             | 温和派 | 1822年2月28日 | 1822年7月23日 | 4个月25天  | 第一届马丁内斯·德拉罗萨内阁                    | 正任                           |
| 恩典与司法大臣 | 达米安·德·拉·桑塔                                  | 温和派 | 1822年7月23日 | 1822年8月5日  | 13天       | 第一届马丁内斯·德拉罗萨内阁                    | 代理                           |
| 恩典与司法大臣 | 费利佩·贝尼西奥·纳瓦罗·阿利格尔                    | 激进派 | 1822年8月5日  | 1823年5月12日 | 9个月7天   | 第一届圣米格尔内阁                             | 正任                           |
| 恩典与司法大臣 | 何塞·索拉金·梅里诺                                 | 激进派 | 1822年2月28日 | 1823年3月18日 | 18天       | 弗洛雷斯·埃斯特拉达内阁                        | 正任                           |
| 恩典与司法大臣 | 塞瓦斯蒂安·费尔南德斯·巴列萨                       | 温和派 | 1823年3月18日 | 1823年4月23日 | 1个月5天   | 弗洛雷斯·埃斯特拉达内阁                        | 正任                           |
| 恩典与司法大臣 | 何塞·马里亚·卡拉特拉瓦                             | 激进派 | 1823年5月12日 | 1823年9月30日 | 4个月18天  | 潘多内阁                                       | 正任                           |
| 恩典与司法大臣 | 何塞·马里亚·卡拉特拉瓦                             | 激进派 | 1823年5月12日 | 1823年9月30日 | 4个月18天  | 卢扬多内阁                                     | 正任                           |

## 後續
「自由三年」雖然失敗，但是，拉斐爾·德爾列戈成為西班牙自由主義運動的象徵，紀念里耶哥的《列戈颂》成為1931年的西班牙第二共和国的國歌。